# Lotusflow3r
| Оценки критиков      | Оценки критиков |
| Источник             | Оценка          |
| -------------------- | --------------- |
| Allmusic             | [ 1 ]           |
| Entertainment Weekly | C-              |
| Los Angeles Times    | [ 3 ]           |
| New York Times       | (favorable)     |
| Pitchfork Media      | (4.9/10)        |
| PopMatters           | (7/10)          |
| Rolling Stone        | [ 7 ]           |
| Slant                | [ 8 ]           |
| USA Today            | [ 9 ]           |
| Washington Post      | (favorable)     |

Lotusflow3r — коллекция из трёх студийных альбомов американского певца Принса. Релиз выпущен 24 марта 2009 года на лейбле NPG Records. Сборник получил умеренные отзывы музыкальной критики и интернет-изданий. Он возглавил чарты US R&B Albums и US Top Independent Albums и дебютировал на позиции № 2 в основном американском чарте Billboard 200. Альбом получил золотой статус в США.

## Об альбоме
Сборник представляет из себя коллекцию (или бокс-сет) из трёх студийных альбомов, изданный на трёх дисках. Фактически он включает тридцать третий (LOtUSFLOW3R) и тридцать четвёртый (MPLSºUND) студийные альбомы самого Принса, а также диск Elixer певицы Бриа Валенте, протеже Принса.
Продажа альбомов велась эксклюзивно в США через корпорацию Target как трёх-дисковая коллекция (3-disc set) и во многих онлайновых музыкальных магазинах в Европе.
Диск сразу дебютировал на втором месте чарта US Billboard 200 с тиражом 168,000 копий в первую неделю и стал четвёртым подряд для Принса попаданием в Top-3 лучших альбомов США. Более того — он чуть не попал на первое место, от которого его отделили лишь 3000 копий, когда на позиции № 1 был диск Defying Gravity кантри-певца Кита Урбана. К 1 февраля 2012 года тираж составил 543,700 единиц.
Альбом получил умеренные отзывы музыкальных критиков и интернет-изданий .

## Список композиций
Все песни написаны Принсом, кроме оговоренных.

### Lotusflow3r
Все песни написаны Принсом, кроме «Crimson and Clover» (авторы Tommy James и Peter Lucia, Jr., включающая элементы песни Чипа Тейлора «Wild Thing»). В цифровом издании третий трек заменён на «The Morning After».
1. «From the Lotus…» — 2:46
2. «Boom» — 3:19
3. «Crimson and Clover» — 3:52
4. «4ever» — 3:47
5. «Colonized Mind» — 4:47
6. «Feel Good, Feel Better, Feel Wonderful» — 3:52
7. «Love Like Jazz» — 3:49
8. «77 Beverly Park» — 3:04
9. «Wall of Berlin» — 4:16
10. «$» — 3:58
11. «Dreamer» — 5:30
12. «…Back 2 the Lotus» — 5:34

### MPLSound
Все песни написаны Принсом.
1. «(There’ll Never B) Another Like Me» — 6:01
2. «Chocolate Box» (при участии Q-Tip) — 6:14
3. «Dance 4 Me» — 4:58
4. «U’re Gonna C Me» — 4:36
5. «Here» — 5:15
6. «Valentina» — 3:59
7. «Better with Time» — 4:54
8. «Ol' Skool Company» — 7:30
9. «No More Candy 4 U» — 4:14

### Elixer
Все песни написаны Принсом и Bria Valente (она же и поёт).
1. «Here Eye Come» — 4:28
2. «All This Love» — 4:39
3. «Home» — 4:26
4. «Something U Already Know» — 5:44
5. «Everytime» — 3:50
6. «2nite» — 5:02
7. «Another Boy» — 3:56
8. «Kept Woman» — 4:15
9. «Immersion» — 4:02
10. «Elixer» (вместе с Prince) — 4:00

## Чарты
| Чарт (2009)                     | Высшая позиция |
| ------------------------------- | -------------- |
| Belgian Albums Chart (Flanders) | 44             |
| Belgian Albums Chart (Wallonia) | 78             |
| Dutch Albums Chart              | 23             |
| French Albums Chart             | 14             |
| US Billboard 200                | 2              |
| US R&B Albums                   | 1              |
| US Top Independent Albums       | 1              |

## Сертификации
| Регион | Сертификация | Продажи  |
| --- | ------------ | -------- |
| США (RIAA) | Золотой      | 500 000^ |
| * Данные о продажах приведены только на основе сертификации. ^ Данные о тиражах приведены только на основе сертификации. |              |          |